# Anglezarke
Anglezarke är en civil parish i Storbritannien.   Den ligger i grevskapet Lancashire och riksdelen England, i den centrala delen av landet, 290 km nordväst om huvudstaden London. Anglezarke gränsar till Tockholes.